# Заболото (Львовская область)
Заболото (укр. Заболото) — село в Бусской городской общине Золочевского района Львовской области Украины.
Население по переписи 2001 года составляло 385 человек. Занимает площадь 0,114 км². Почтовый индекс — 80520. Телефонный код — 3264.